# Biểu sinh (sinh học)

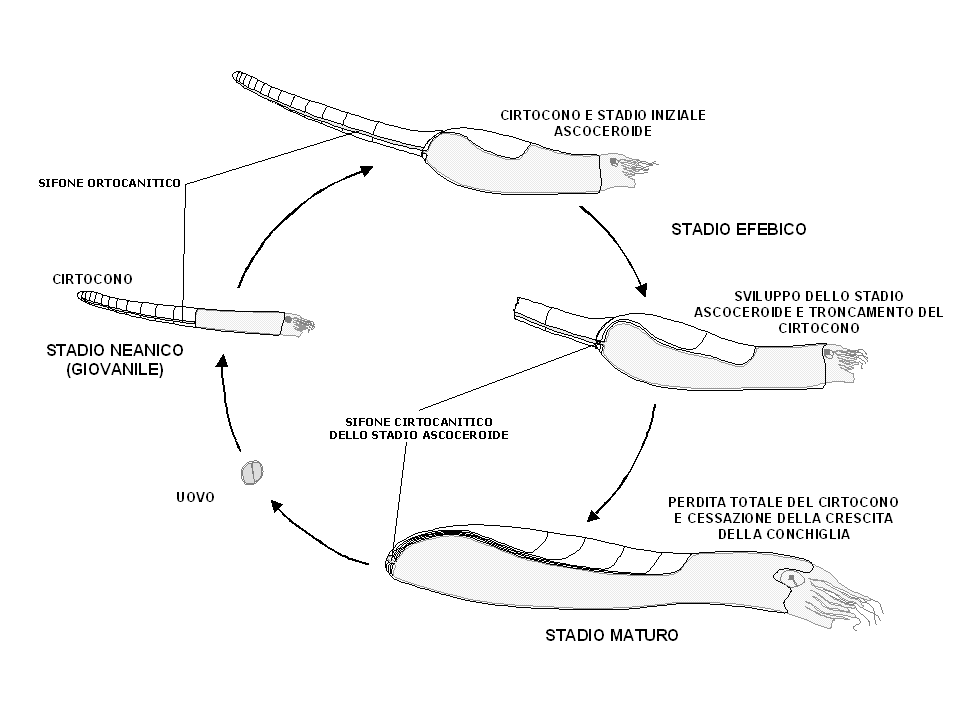
Vòng đời của mực Nautilus.

Trong sinh học, biểu sinh là quá trình phát triển của cơ thể sinh vật từ cấu trúc sinh học ban đầu (hạt, mầm, bào tử, trứng...) qua một chuỗi các giai đoạn, trong đó có sự biến đổi hình thái và các tế bào được phân hoá và hình thành nên các cơ quan rồi mới nên sinh vật trưởng thành., , 
- Thuật ngữ này dịch từ tiếng Anh "epigenesis" (phát âm: /ˌˌe-pə-ˈje-nə-səs/), trong đó gồm từ epi- (nghĩa là "trên" hoặc "ngoài") và -genesis (nghĩa là "sự hình thành") của Hy Lạp ghép lại, đề cập đến quá trình phát triển từ một cấu trúc sinh học ban đầu đơn giản là hạt (trong sinh sản của thực vật), hay bào tử (trong sinh sản của nấm, dương xỉ...) hoặc trứng (trong sinh sản của động vật...) rồi mới dần dần trở thành dạng phức tạp hơn (phôi, thai...) thông qua các giai đoạn liên tiếp của quá trình phân bào kết hợp với biệt hóa, trở nên cơ thể hoàn chỉnh.[4], [5] Trong các ngôn ngữ khác (tiếng Pháp: Épigenèse), tiếng Ý (epigenesi) v.v. đều có nội hàm tương tự.
- Quan niệm biểu sinh như trên được xem là hình thành từ năm 1798, gọi là học thuyết biểu sinh,[6] hiện nay thường gọi là quá trình phát triển cá thể (ontogeny hoặc ontogenesis). Ví dụ như một con mực Nautilus ban đầu được phát sinh từ trứng, rồi trải qua nhiều giai đoạn biến đổi hình thái kết hợp với chuyên hoá tế bào và hình thành cơ quan, rồi lúc trưởng thành mới có hình dạng đầy đủ. Quan niệm biểu sinh với nội hàm như trên là quan niệm đúng đắn, được giới khoa học công nhận.

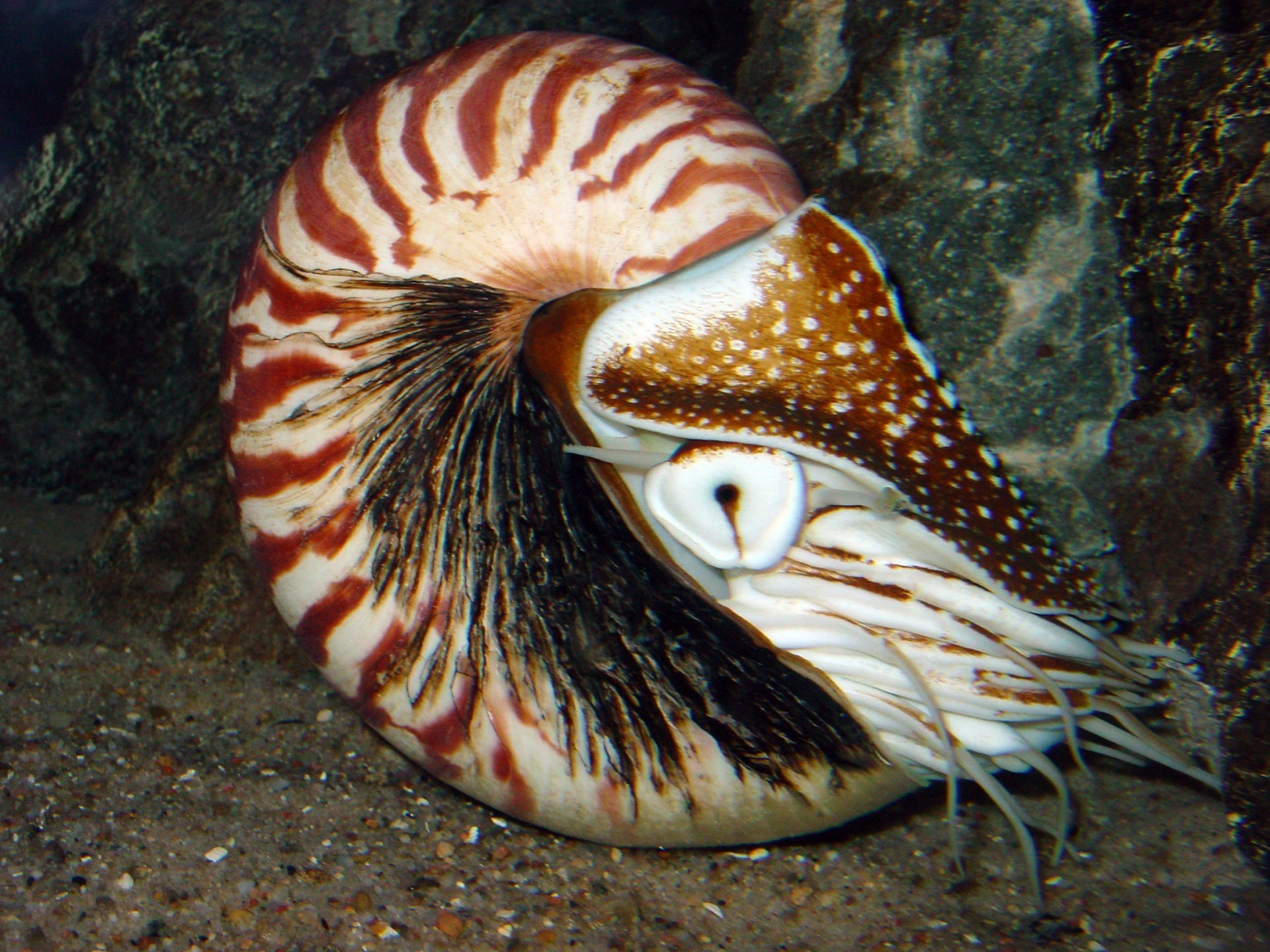
Hình 2: Ảnh chụp một con mực Nautilus trưởng thành.

- Quá trình biểu sinh nghịch nghĩa với quá trình tiền tạo thành trong lý thuyết tiền tạo thành (preformationism), là quá trình mô tả mọi sinh vật ban đầu đều phát triển từ một dạng tý hon (gọi là tiền mẫu - prototype) giống như bố mẹ nó, mà trong quá trình phát triển thì mọi bộ phận sẽ chỉ to dần ra mà thôi (không có chuyên hoá và hình thành cơ quan).

## Lược sử

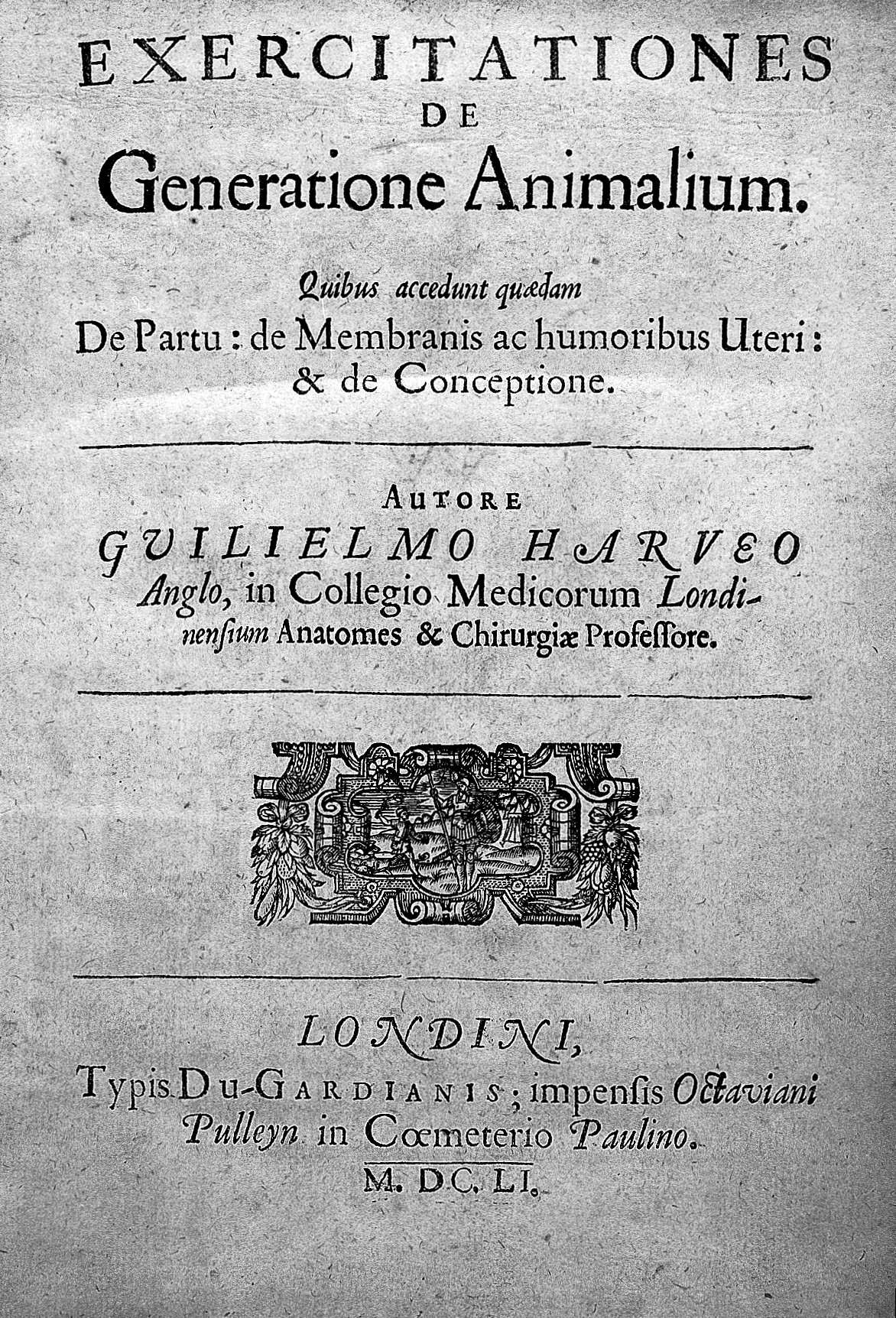
Ảnh bìa tác phẩm của William Harvey xuất bản năm 1651.

- Vào khoảng thế kỉ XVI - XVII trở về trước, có quan niệm phổ biến cho rằng mọi sinh vật sinh ra thì đã giống như sinh vật trưởng thành, chỉ có điều nó nhỏ đến nỗi không nhìn thấy được, sau đó lớn dần lên và mọi bộ phận dần dần to ra. Quá trình này được gọi là tiền tạo thành (preformation, còn quan niệm này gọi là preformationism tức lý thuyết tiền tạo thành).[3]
- Tuy vậy, cách đây khoảng 2400 năm, Aristotle đã xuất bản một cuốn sách, trong đó có ý tưởng về lý thuyết biểu sinh gần giống như quan niệm của di truyền học ngày nay, nhưng qua rất nhiều thế kỉ như vậy, mà các nhà lý thuyết về lịch sử sự sống đã hoặc là quên đi, hoặc là không muốn chấp nhận nó, mà chấp nhận lý thuyết tiền tạo thành.[7]
- Đến khoảng giữa thế kỷ XVII, William Harvey đã nêu quan điểm của ông, trái ngược với quan điểm "tiền tạo thành" trong tác phẩm của mình xuất bản năm 1651. Quan niệm của ông được gọi là neoformationism - tức là lý thuyết "tạo mới" chứ không phải là tiền tạo (theo William Harveo). Nhưng cuộc tranh luận vẫn kéo dài đến mức cãi vã và tiếp diễn khoảng 100 năm nữa.
- Quan niệm này vẫn tồn tại cho đến khi lý thuyết nguyên tử và nhất là phát hiện ra tinh trùng của Antonie van Leeuwenhoek cùng với quan điểm của nhà động vật học Nicolaas Hartsoeker (1656-1725) làm cho sụp đổ. Đến năm 1759, nhà phôi học Caspar Friedrich Wolff đã bác bỏ ý thuyết tiền tạo thành, ủng hộ lý thuyết biểu sinh.[3], [8]
- Thuật ngữ này và lý thuyết về nó (neoformationism) được xem là chính thức được công nhận vào năm 1798.[1]

## Nội dung
- Biểu sinh là quá trình sinh vật phát triển của sinh vật từ hợp tử hoặc nhóm tế bào mầm/tế bào gốc thành một cơ thể hoàn chỉnh.
- Trong quá trình biểu sinh, sự phát triển của sinh vật không chỉ bao gồm sinh trưởng (lớn lên), mà còn có sự biến đổi hình thái, kết hợp với sự chuyên hoá phát triển thành các cơ quan và hệ cơ quan.
- Trong sinh học, nếu biểu sinh được dùng với vai trò tính từ, thì nó không mang nghĩa trên. Ví dụ khái niệm thực vật biểu sinh dùng để chỉ các thực vật (như cây phong lan) hoặc rêu hay địa y sinh sống trên mặt ngoài biểu bì của cây giá thể. Các sinh vật này - trong thuật ngữ khoa học - lại được gọi là epiphyte (thực vật ở ngoài biểu bì).
- Cũng vẫn trong sinh học, nếu biểu sinh được ghép với từ "di truyền học", thì thành di truyền học biểu sinh (tiếng Anh: Epigenetics) là một lĩnh vực của di truyền học nghiên cứu sự di truyền ngoài gen.[9], [10], [11], [12]
- Trong địa lý học, danh từ biểu sinh dùng để chỉ quá trình tích tụ của một khối khoáng chất không có tính chất hoàng thổ, thường có hàm lượng phù sa nhiều Calci, xảy ra trong quá trình phong hóa đá và hình thành đất.[13]